# Niels Laros
Niels Laros (né le 17 avril 2005 à Oosterhout) est un athlète néerlandais spécialiste des courses de demi-fond. En 2023, il participe à ses premiers championnat du monde sur 1 500 m.

## Biographie

### Débuts
Il remporte les titres du 1 500 mètres et du 3 000 mètres lors des Championnats d'Europe d'athlétisme jeunesse 2022, à Jérusalem, battant le record de la compétition, sur le 1500 m, détenus par le Norvégien Jakob Ingebrigtsen. Le 30 août, à Lucerne, il boucle le 1 500 m en 3 min 39 s 46 ce qui constitue le nouveau record d'Europe U18 de la distance. Douze jours plus tard  il bat celui du 3000m cadet, de Hansjörg Kunze, en réalisant un temps de 7 min 48 s 25.
Le 17 juin 2023 à Nice, il égale à 18 ans le record des Pays-Bas du 1 500 m de Gert-Jan Liefers en parcourant la distance en 3 min 32 s 89. Il se classe par la suite troisième du 1 500 m lors des Jeux européens.
Le 21 juillet 2023 il bat le record u20 des Pays-Bas sur 800m, à Monaco, avec un temps de 1 min 44 s 78.
Le 9 août il devient champion d'Europe junior du 1 500 m en réalisant un temps de 3 min 56 s 78 et un dernier tour bouclé en 51 s 35. Deux jours plus tard, il réalise le doublé en remportant le 5 000 m en 14 min 11 s 82. À la suite de son excellente saison il se qualifie aux championnats du monde qui ont lieu à Budapest sur 1 500 m. Le 19 août il gagne sa série avec un chrono de 3 min 34 s 25. Le lendemain il prend la {3e} place de sa demi-finale en 3 min 32 s 74, ce qui constitue un nouveau record des Pays-Bas. Il accède à sa première finale mondiale à seulement 18 ans. Lors de cette dernière il prend la 10e place en battant à nouveau son record des Pays-Bas en réalisant un temps de 3 min 31 s 25.
En fin de saison, il établit un nouveau record d'Europe U20 sur la distance du mile, à l'occasion de la finale de la Ligue de diamant à Eugene, en 3 min 48 s 93.
En 2024, il prend la 6e place de la finale olympique du 1 500 m dans le temps de 3 min 29 s 54, un nouveau record national.

## Palmarès
| Date | Compétition                                   | Lieu      | Résultat | Épreuve | Temps              |
| ---- | --------------------------------------------- | --------- | -------- | ------- | ------------------ |
| 2022 | Championnat d'Europe jeunesse                 | Jérusalem | 1er      | 1 500 m | 3 min 49 s 99 (CR) |
| 2022 | Championnat d'Europe jeunesse                 | Jérusalem | 1er      | 3 000 m | 8 min 11 s 49      |
| 2023 | Jeux européens                                | Chorzów   | 3e       | 1 500 m | 3 min 37 s 59      |
| 2023 | Championnat d'Europe juniors                  | Jérusalem | 1er      | 1 500 m | 3 min 56 s 78      |
| 2023 | Championnat d'Europe juniors                  | Jérusalem | 1er      | 5 000 m | 14 min 11 s 82     |
| 2023 | Championnat du monde                          | Budapest  | 10e      | 1 500 m | 3 min 31 s 25(NR)  |
| 2024 | Jeux olympiques                               | Paris     | 6e       | 1 500 m | 3 min 29 s 54      |
| 2024 | Championnat d'Europe juniors de cross-country | Antalya   | 1er      | Junior  | 14 min 7 s         |

## Records
| Épreuve      | Marque                 | Lieu     | Date            |
| ------------ | ---------------------- | -------- | --------------- |
| 800 m        | 1 min 44 s 78 (NU20R)  | Monaco   | 21 juillet 2023 |
| 1 500 m      | 3 min 29 s 54 (NR)     | Paris    | 6 août 2024     |
| Mile         | 3 min 45 s 94 (NR)     | Eugene   | 6 juillet 2025  |
| 3 000 mètres | 7 min 29 s 49 (NR)     | Liévin   | 13 février 2025 |
| 5 000 mètres | 13 min 23 s 01 (NU20R) | Oordegem | 27 mai 2023     |
| 5 kilomètres | 13 min 26 s (NR)       | Monaco   | 11 février 2024 |